# Torneo de Candidatas 1988
El Torneo de Candidatas de 1988 fue un torneo de ajedrez de para decidir la retadora para el Campeonato Mundial Femenino de Ajedrez de 1988.

## Participantes
| Título                            | Jugadora               | Método de Clasificación                  | Notas                                                                                   |
| Torneo de Candidatas              | Torneo de Candidatas   | Torneo de Candidatas                     | Torneo de Candidatas                                                                    |
| --------------------------------- | ---------------------- | ---------------------------------------- | --------------------------------------------------------------------------------------- |
| WGM                               | Elena Akhmilovskaya    | Perdedora del Campeonato Mundial de 1986 |                                                                                         |
| WGM                               | Nana Alexandria        | 2º Torneo de Candidatas 1986             |                                                                                         |
| Interzonal de Smederevska Palanka |                        |                                          |                                                                                         |
| WGM                               | Marta Litynskaya-Shul  | 3º - 8º Torneo de Candidatas 1986        |                                                                                         |
| WGM                               | Irina Levitina         | 3º - 8º Torneo de Candidatas 1986        |                                                                                         |
| WGM                               | Wu Mingqian            | 3º - 8º Torneo de Candidatas 1986        |                                                                                         |
| WIM                               | Susan Arkell           | Zonal Europeo Oeste 1A                   |                                                                                         |
| WGM                               | Tatiana Lemachko       | Zonal Europeo Central                    |                                                                                         |
| WGM                               | Eliška Klímová         | Zonal Europeo Este                       |                                                                                         |
| WGM                               | Margarita Voiska       | Zonal Europeo Este                       |                                                                                         |
| WGM                               | Ildikó Mádl            | Zonal Europeo Este                       |                                                                                         |
| WIM                               | Zoya Lelchuk           | Zonal Soviético                          |                                                                                         |
| WGM                               | Nino Gurieli           | Zonal Soviético                          |                                                                                         |
| WIM                               | Inna Izrailov          | Zonal EE. UU.                            |                                                                                         |
| WIM                               | Nava Shterenberg       | Zonal Canadiense                         |                                                                                         |
| WIM                               | Asela de Armas Pérez   | Zonal Centoramérica                      |                                                                                         |
|                                   | Joara Chaves           | Zonal Sudamericano                       | En otras fuentes se da a entender que quien jugó el Sudamericano fue su hermana Jussara |
| WIM                               | An Yanfeng             | Zonal Sudéste Asia                       |                                                                                         |
|                                   | Christina Nyberg       | Zonal Nórdico                            |                                                                                         |
| WIM                               | Gordana Markovic       | Local                                    |                                                                                         |
| GM                                | Nona Gaprindashvili    | Reemplazo                                |                                                                                         |
| WGM                               | Alisa Marić            | Reemplazo                                |                                                                                         |
| Interzonal de Tuzla               |                        |                                          |                                                                                         |
| WGM                               | Lidia Semenova         | 3º - 8º Torneo de Candidatas 1986        |                                                                                         |
| WGM                               | Pia Cramling           | 3º - 8º Torneo de Candidatas 1986        |                                                                                         |
| WGM                               | Agnieszka Brustman     | 3º - 8º Torneo de Candidatas 1986        |                                                                                         |
| WIM                               | Julia Lebel-Arias      | Zonal Europeo Oeste 1B                   |                                                                                         |
| WIM                               | Teresa Canela Giménez  | Zonal Europeo Oeste 1C                   |                                                                                         |
| WIM                               | Bettina Trabert        | Zonal Europeo Central                    |                                                                                         |
| WGM                               | Mária Ivánka           | Zonal Europeo Este                       |                                                                                         |
| WGM                               | Nana Ioseliani         | Zonal Soviético                          |                                                                                         |
| WGM                               | Ketevan Arakhamia      | Zonal Soviético                          |                                                                                         |
| WIM                               | Svetlana Matveeva      | Zonal Soviético                          |                                                                                         |
| WIM                               | Gulnar Sakhatova       | Zonal Soviético                          |                                                                                         |
| WIM                               | Suzana Maksimović      | Zonal Mediterráneo                       |                                                                                         |
| WIM                               | Zirka Frómeta Castillo | Zonal Centoramérica                      |                                                                                         |
| WIM                               | Rohini Khadilkar       | Zonal Asia Oeste                         |                                                                                         |
| WGM                               | Liu Shilan             | Zonal Sudéste Asia                       |                                                                                         |
| WIM                               | Nina Høiberg           | Zonal Nórdico                            |                                                                                         |
| WIM                               | Zorica Nikolin         | Local                                    |                                                                                         |
| WGM                               | Zsuzsa Verõci          | Reemplazo                                |                                                                                         |
| WIM                               | Marija Petrović        | Reemplazo                                |                                                                                         |

## Interzonales
Los Interzonales se disputaron en las ciudades de Smederevska Palanka y Tuzla entre julio y agosto de 1987. Se disputaron mediante un sistema de todas contra todas donde las tres primeras clasificarían al torneo de candidatas. En caso de empate, las jugadoras empatadas jugarían nuevamente entre sí.
| pos.    | Nombre                      | Elo  | 1 | 2 | 3 | 4 | 5 | 6 | 7 | 8 | 9 | 10 | 11 | 12 | 13 | 14 | 15 | 16 | pts |
| ------- | --------------------------- | ---- | - | - | - | - | - | - | - | - | - | -- | -- | -- | -- | -- | -- | -- | --- |
| 1.      | Litinskaya, Marta           | 2415 | ● | ½ | 0 | 1 | 1 | 1 | 1 | ½ | 0 | 0  | 1  | 1  | 1  | 1  | 1  | 1  | 11  |
| 2.-4.   | Levitina, Irina             | 2350 | ½ | ● | ½ | 0 | 1 | 1 | ½ | 0 | 1 | ½  | ½  | 1  | 1  | 1  | 1  | 1  | 10½ |
| 2.-4.   | Gaprindashvili, Nona        | 2495 | 1 | ½ | ● | ½ | ½ | ½ | ½ | 0 | ½ | ½  | 1  | 1  | 1  | 1  | 1  | 1  | 10½ |
| 2.-4.   | Klímová-Richtrová, Eliška   | 2380 | 0 | 1 | ½ | ● | ½ | 0 | ½ | 0 | 1 | 1  | 1  | 1  | 1  | 1  | 1  | 1  | 10½ |
| 5.      | Lelchuk, Zoya               | 2340 | 0 | 0 | ½ | ½ | ● | 1 | 1 | ½ | 0 | 1  | 1  | ½  | 1  | 1  | 1  | 1  | 10  |
| 6.-7.   | Mádl, Ildikó                | 2335 | 0 | 0 | ½ | 1 | 0 | ● | 1 | 1 | ½ | 1  | ½  | 1  | 0  | 1  | 1  | 1  | 9½  |
| 6.-7.   | Izrailov, Inna              | 2120 | 0 | ½ | ½ | ½ | 0 | 0 | ● | ½ | ½ | 1  | 1  | 1  | 1  | 1  | 1  | 1  | 9½  |
| 8.-9.   | Marić, Alisa                | 2360 | ½ | 1 | 1 | 1 | ½ | 0 | ½ | ● | 0 | ½  | 0  | 1  | 1  | 1  | ½  | ½  | 9   |
| 8.-9.   | Arkell, Susan               | 2335 | 1 | 0 | ½ | 0 | 1 | ½ | ½ | 1 | ● | 0  | 1  | ½  | ½  | ½  | 1  | 1  | 9   |
| 10.     | Voiska, Margarita           | 2350 | 1 | ½ | ½ | 0 | 0 | 0 | 0 | ½ | 1 | ●  | 1  | ½  | ½  | 0  | 0  | 1  | 6½  |
| 11.-12. | An Yangfeng                 | 2280 | 0 | ½ | 0 | 0 | 0 | ½ | 0 | 1 | 0 | 0  | ●  | 0  | ½  | 1  | 1  | 1  | 5½  |
| 11.-12. | Wu Mingqian                 | 2205 | 0 | 0 | 0 | 0 | ½ | 0 | 0 | 0 | ½ | ½  | 1  | ●  | 1  | ½  | ½  | 1  | 5½  |
| 13.     | Marković-Jovanović, Gordana | 2335 | 0 | 0 | 0 | 0 | 0 | 1 | 0 | 0 | ½ | ½  | ½  | 0  | ●  | ½  | 1  | 1  | 5   |
| 14.     | De Armas Pérez, Asela       | 2220 | 0 | 0 | 0 | 0 | 0 | 0 | 0 | 0 | ½ | 1  | 0  | ½  | ½  | ●  | ½  | 1  | 4   |
| 15.     | Chaves, Joara               | 2130 | 0 | 0 | 0 | 0 | 0 | 0 | 0 | ½ | 0 | 1  | 0  | ½  | 0  | ½  | ●  | 0  | 2½  |
| 16.     | Nyberg, Christina           | 2045 | 0 | 0 | 0 | 0 | 0 | 0 | 0 | ½ | 0 | 0  | 0  | 0  | 0  | 0  | 1  | ●  | 1½  |

En el triangular de desempate, Gaprindashvili obtuvo 3/4, Levitina 2½/4 y Klímova ½/4. 
| pos.    | Nombre                  | Elo  | 1 | 2 | 3 | 4 | 5 | 6 | 7 | 8 | 9 | 10 | 11 | 12 | 13 | 14 | 15 | 16 | 17 | 18 | pts |
| ------- | ----------------------- | ---- | - | - | - | - | - | - | - | - | - | -- | -- | -- | -- | -- | -- | -- | -- | -- | --- |
| 1.      | Ioseliani, Nana         | 2450 | ● | 1 | ½ | ½ | ½ | ½ | ½ | ½ | 1 | 1  | 1  | 1  | ½  | ½  | 1  | 1  | 1  | 1  | 13  |
| 2.      | Arakhamia, Ketevan      | 2375 | 0 | ● | 0 | 0 | 1 | 0 | 1 | 1 | 0 | 1  | 1  | 1  | 1  | 1  | 1  | 1  | 1  | 1  | 12  |
| 3.-4.   | Semenova, Lidia         | 2230 | ½ | 1 | ● | ½ | ½ | 1 | 1 | 1 | ½ | 0  | 0  | ½  | 1  | 1  | 0  | 1  | 1  | 1  | 11½ |
| 3.-4.   | Brustman, Agnieszka     | 2320 | ½ | 1 | ½ | ● | 1 | ½ | ½ | 1 | ½ | ½  | 0  | ½  | 0  | 1  | 1  | 1  | 1  | 1  | 11½ |
| 5.      | Sakhatova, Gulnar       | 2350 | ½ | 0 | ½ | 0 | ● | 1 | ½ | ½ | 1 | 0  | 1  | 1  | ½  | 0  | 1  | 1  | 1  | 1  | 10½ |
| 6.-7.   | Verőci-Petronić, Zsuzsa | 2360 | ½ | 1 | 0 | ½ | 0 | ● | 1 | ½ | 1 | ½  | 1  | ½  | 1  | ½  | 0  | 1  | 0  | 1  | 10  |
| 6.-7.   | Høiberg, Nina           | 2295 | ½ | 0 | 0 | ½ | ½ | 0 | ● | 0 | 1 | 1  | 1  | 1  | ½  | 1  | 1  | 0  | 1  | 1  | 10  |
| 8.-9.   | Ivánka, Mária           | 2320 | ½ | 0 | 0 | 0 | ½ | ½ | 1 | ● | ½ | 1  | ½  | 1  | ½  | 0  | ½  | ½  | 1  | 1  | 9   |
| 8.-9.   | Matveeva, Svetlana      | 2380 | 0 | 1 | ½ | ½ | 0 | 0 | 0 | ½ | ● | ½  | ½  | 0  | 1  | 1  | 1  | ½  | 1  | 1  | 9   |
| 10.     | Liu Shilan              | 2335 | 0 | 0 | 1 | ½ | 1 | ½ | 0 | 0 | ½ | ●  | 1  | 1  | ½  | ½  | ½  | 0  | ½  | 1  | 8½  |
| 11.-12. | Petrović, Marija        | 2200 | 0 | 0 | 1 | 1 | 0 | 0 | 0 | ½ | ½ | 0  | ●  | ½  | 1  | 0  | 1  | 1  | 0  | 1  | 7½  |
| 11.-12. | Maksimović, Suzana      | 2345 | 0 | 0 | ½ | ½ | 0 | ½ | 0 | 0 | 1 | 0  | ½  | ●  | 0  | 1  | ½  | 1  | 1  | 1  | 7½  |
| 13.-14. | Khadilkar, Rohini       | 2220 | ½ | 0 | 0 | 1 | ½ | 0 | ½ | ½ | 0 | ½  | 0  | 1  | ●  | ½  | ½  | ½  | ½  | ½  | 7   |
| 13.-14. | Trabert, Bettina        | 2225 | ½ | 0 | 0 | 0 | 1 | ½ | 0 | 1 | 0 | ½  | 1  | 0  | ½  | ●  | 0  | ½  | ½  | 1  | 7   |
| 15.-16. | Nikolin, Zorica         | 2325 | 0 | 0 | 1 | 0 | 0 | 1 | 0 | ½ | 0 | ½  | 0  | ½  | ½  | 1  | ●  | 0  | 1  | 0  | 6   |
| 15.-16. | Canela Giménez, Teresa  | 2100 | 0 | 0 | 0 | 0 | 0 | 0 | 1 | ½ | ½ | 1  | 0  | 0  | ½  | ½  | 1  | ●  | ½  | ½  | 6   |
| 17.     | Frómeta Castillo, Zirka | 2220 | 0 | 0 | 0 | 0 | 0 | 1 | 0 | 0 | 0 | ½  | 1  | 0  | ½  | ½  | 0  | ½  | ●  | ½  | 4½  |
| 18.     | Lebel-Arias, Julia      | 2150 | 0 | 0 | 0 | 0 | 0 | 0 | 0 | 0 | 0 | 0  | 0  | 0  | ½  | 0  | 1  | ½  | ½  | ●  | 2½  |

Brustman venció 4-1 a Semenova.

## Torneo de Candidatas
El torneo de candidatas se disputó mediante un todos contra todos en la ciudad de Tsqaltubo entre el 28 de enero y el 17 de febrero de 1988. La vencedora obtendría el derecho de retar a Maia Chiburdanidze por el título mundial.
| pos.  | Nombre               | Elo  | 1  | 2  | 3  | 4  | 5  | 6 | 7  | 8  | pts |
| ----- | -------------------- | ---- | -- | -- | -- | -- | -- | - | -- | -- | --- |
| 1.-2. | Ioseliani, Nana      | 2455 | ●  | 1½ | ½  | 1½ | 1  | 2 | 1½ | 2  | 10  |
| 1.-2. | Akhmilovskaya, Elena | 2400 | ½  | ●  | 1½ | 1½ | 1½ | 2 | 2  | 1  | 10  |
| 3.-4. | Levitina, Irina      | 2355 | 1½ | ½  | ●  | ½  | 1½ | 1 | 1½ | 1½ | 8   |
| 3.-4. | Litinskaya, Marta    | 2415 | ½  | ½  | 1½ | ●  | 1  | 1 | 1½ | 2  | 8   |
| 5.    | Alexandria, Nana     | 2415 | 1  | ½  | ½  | 1  | ●  | 1 | 1  | 1½ | 6½  |
| 6.    | Brustman, Agnieszka  | 2395 | 0  | 0  | 1  | 1  | 1  | ● | 1  | 1½ | 5½  |
| 7.    | Gaprindashvili, Nona | 2485 | ½  | 0  | ½  | ½  | 1  | 1 | ●  | 1  | 4½  |
| 8.    | Arakhamia, Ketevan   | 2420 | 0  | 1  | ½  | 0  | ½  | ½ | 1  | ●  | 3½  |

### Desempate
| Nombre               | Elo  | 1 | 2 | 3 | 4 | 5 | pts |
| -------------------- | ---- | - | - | - | - | - | --- |
| Ioseliani, Nana      | 2455 | 1 | ½ | ½ | ½ | ½ | 3   |
| Akhmilovskaya, Elena | 2400 | 0 | ½ | ½ | ½ | ½ | 2   |